# Ješek Puška z Kunštátu a Otaslavic
Ješek Puška z Kunštátu a Otaslavic (před 1368–1406) byl moravský šlechtic z lysické větve rodu pánů z Kunštátu.

## Původ

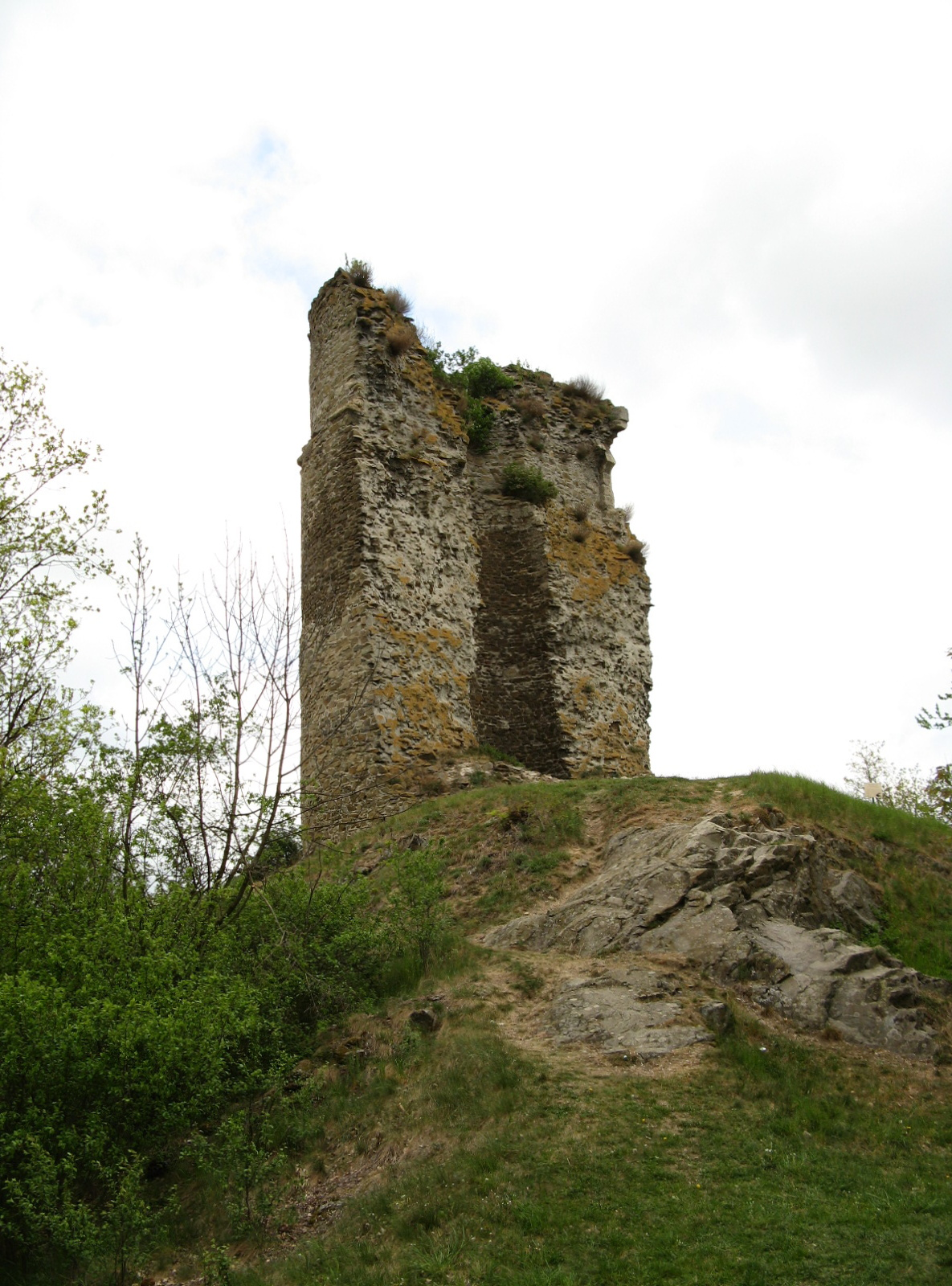
Hrad Otaslavice

Ješek puška z Kunštátu se narodil nejspíš na dřevěném hradě nedaleko Kněževsi.[zdroj?] Jeho otcem byl Kuna z Kunštátu a Lysic, který vystavěl hrad Rychvald. Ješek Puška, o němž je první zmínka v písemných listinách uvádí roku 1368, tento hrad sdílel společně s dalšími třemi bratry a psal se zpočátku s přízviskem "z Rychvadu". Sňatkem s Annou z Otaslavic však Ješek Puška roku 1373 vyženil spodní hrad v Otaslavicích s dalšími majetky. Horní hrad držel Mikuláš z Otaslavic, který si vzal za ženu Ješkovu sestru Skonku.
Ješek Puška vstoupil do služeb mladšího moravského markraběte Prokopa, který mu udělil v léno hrad Plankenberk. V roce 1386 se ale přiklonil k jeho staršímu bratru Joštovi, což ho vyneslo o dva roky později do funkce moravského zemského hejtmana. Roku 1400 vedl Ješek Puška předběžné konzultace, které měly vést k ukončení moravských markraběcích válek, ale poté se z vrcholné politiky vytratil.[zdroj?]
Ješek a jeho syn Heralt Puška využívali mocenského soupeření mezi markrabaty k loupežným výpravám do okolí. V listu neznámého autora Joštovi Lucemburskému z roku 1400 se píše: „Kamkoli pan Puška přišel, tam taková lotrovstva se zmohla všude po zemi Moravské, že ani na míli není nikomu bezpečné cesty.“ 
Ješek se snažil postupně rozšiřovat své panství a přikupoval další vsi. Smůlu měl v tom, že hrad Vícov, ležící nedaleko Otaslavic, vlastnil společně s Janem Ozorem z Boskovic, který stál v opozici vůči staršímu moravskému markraběti Joštovi. V roce 1389 byl při trestné výpravě proti Ozorovým hradům dobyt také Vícov. Téhož roku koupil Ješek Puška značný podíl Čech pod Kosířem a roku 1391 hrad Doubravici a doubravické panství.
Zemřel roku 1406. Ještě za svého života rozdělil majetek mezi své dva syny (nejmladší z nich Půta zemřel předčasně roku 1398). Nejstarší Jan Puška (před 1392–1425) získal hrad v Otaslavicích, Heralt (před 1392 – po 1419) získal Čechy a Doubravici.